# Johanna Jachmann-Wagner
Pour les articles homonymes, voir Famille Wagner et Wagner.
Ne doit pas être confondu avec Johann Wagner.
Johanna Jachmann-Wagner ou Johanna Wagner, née le 13 octobre 1828 à Seelze et morte à Wurtzbourg le 16 octobre 1894, est une actrice, mezzo-soprano et professeur de chant allemande du XIXe siècle. Nièce de Richard Wagner, elle est la créatrice du rôle d'Elisabeth dans Tannhäuser.

## Biographie et carrière

### Les débuts
Johanna Wagner est née à Seelze, dans le district de Hanovre. Elle est la fille naturelle d'un soldat nommé Bock von Wülfingen, et est adoptée par Albert Wagner, frère aîné de Richard et son épouse Elise. De Seelze la famille déménage à Würzburg en 1830, où les deux parents travaillent au Théâtre Royal de Bavière Le père est acteur, chanteur et metteur en scène. Elle reçoit des leçons de piano de sa mère, catholique romaine, et chante en duo avec la landgrave de Hesse, qui prend des leçons de chant avec son père. Richard Wagner leur rend visite en 1833 (pendant la composition de Die Feen) et l'accompagne souvent au piano. Johanna connaît la jeune Marie Seebach, qui sera plus tard l'épouse du chanteur Albert Niemann.
Dès l'enfance, elle montre une grande aptitude à la scène. En raison de la mauvaise santé, elle va vivre avec sa tante Christine Gley, un chanteur et mère de l'actrice viennoise Julie Rettich. En 1842, elle accepte un contrat comme actrice à Bernburg et Ballenstedt. Son père prend en charge sa formation de chanteuse. Elle apparaît comme un page dans le nouvel opéra Les Huguenots à Ballenstedt et commence à donner des concerts avec beaucoup de succès. A Bernburg, elle interprète le rôle de Marguerite de Valois dans les Huguenots donné en l'honneur du duc Léopold.
La compagnie déménage son entreprise à Halle pendant l'été, et Johanna étudie des rôles de Friedrich Schiller pour le théâtre, et les rôles d'opéra avec son père dans Maurer und Schlosser (Le maçon) de Daniel Auber, dans Der Wildschütz d'Albert Lortzing et Don Giovanni. Sa première apparition lyrique importante est Catherina Cornaro dans La reine de Chypre de Fromental Halévy. En mai 1844, Richard Wagner organise une audition pour elle à l'opéra de Dresde, où elle est engagée pour trois ans. Elle a à peine 16 ans.

### Dresde et Paris
Au moment de son arrivée en 1844, Dresde a récemment assisté à la première mondiale de Rienzi (1842) et de Der fliegende Holländer (1843). Johanna fait la connaissance du ténor Josef Tichatschek, du baryton Anton Mitterwurzer, de la basse Wilhelm Georg Dettmer ainsi que de la soprano dramatique Wilhelmine Schröder-Devrient. Tichatschek devient son ami pour la vie. Elle se lie également d'amitié avec l'acteur Ferdinand Heine et la comtesse Hélène Kaminska, qui fera plusieurs portraits d'elle.
La famille fait partie du cercle de Richard Wagner. Johanna étudie plusieurs rôles avec son oncle qui compose en ce moment Tannhäuser Johanna et Tichatschek sont appelés à créer les rôles Élisabeth et de Tannhäuser. La première de l'opéra est prévue pour le 17e anniversaire de la chanteuse, le 13 octobre 1845. Celle-ci étant malade, la représentation est reportée de six jours. Elle dure près de six heures, ce qui obligera Wagner à effectuer des coupures pour le mois de janvier suivant.
En 1846, après avoir chanté des extraits d'Orphée et Eurydice de Christoph Willibald Gluck en concert, avec le soutien financier du roi de Saxe, elle part pour Paris étudier avec Manuel García (et/ou Pauline Viardot) pour qui elle chante le premier air d'Agathe dans Der Freischütz. Après avoir entendu Giulia Grisi dans La Norma, elle étudie le rôle avec lui (en italien), mais aussi Valentine dans Les Huguenots (en français). Garcia lui suggère de chanter à Paris mais elle refuse. Elle voit jouer Frédéric Chopin, assiste à Phèdre de Jean Racine avec Rachel Félix, et entend la 7e Symphonie de Ludwig van Beethoven dirigée par François-Antoine Habeneck. À la fin de l'année, elle retourne à Dresde, pour y interpréter Norma et Valentine.

### Hambourg, Berlin et diverses tournées
La révolution de Dresde en 1848-1849 entraîne l'exil de Richard Wagner et l'emprisonnement temporaire de  Wilhelmine Schröder-Devrient. Johanna Wagner chante à Hambourg (Valentin et Leonore). Elle accepte un contrat à Hambourg pour interpréter Fides dans Le prophète. Elle attire l'attention de Giacomo Meyerbeer qui l'emmène à l'opéra de Berlin où elle fait ses débuts en mai 1851. On la voit dans Don Giovanni (Donna Anna), Obéron (Reiza) et Le Prophète (Fides). Elle chante également Fides à Vienne en 1850. Dégagée de ses obligations à Hambourg, elle chante Roméo dans I Capuleti e i Montecchi de Bellini à Berlin avec succès considérable.
En mai 1852, Johanna accepte une invitation de Benjamin Lumley à chanter au Her Majesty's Theatre à Londres. Cependant la direction du Royal Opera House (Frederick Gye) cherche à l'engager, une offre qu'Albert Wagner (toujours agent de Johanna) accepte. Cette situation conduit à plusieurs procès. Finalement, Johanna rentre chez elle sans chanter. Elle revient en juin et juillet 1856  au Her Majesty's Theatre dans ses meilleurs rôles, en commençant, le 14 juin en Romeo, puis dans Lucrezia Borgia, Orfeo ed Euridice de Gluck et Tancredi de Gioachino Rossini. Elle donne un concert à la Cour de la reine Victoria, qui l'avait entendue sur scène.
En 1856, elle se produit dans ces rôles à Weimar sous la direction de Franz Liszt, mais aussi dans Iphigénie en Tauride de Gluck, et dans des concerts. Après une prestation en Romeo, elle reçoit une ovation debout de l'orchestre et est couronnée de laurier. Elle se produit dans des représentations pour le grand-duc et la duchesse. Tout au long des années 1850, elle chante à plusieurs reprises à Cologne et à Stettin. En 1858, elle fait ses débuts à Leipzig (Lucrezia, Romeo, Tancredi, Tannhäuser et Orfeo), avant d'aller à Dresde, où elle se réjouit de chanter à nouveau dans Tannhäuser avec Tichatschek et Mitterwurzer.
Richard Wagner pense lui confier le rôle de Brünnhilde mais c'est dans Die Nibelungen, l'opéra de Heinrich Dorn qu'elle incarne ce personnage à Berlin, pendant l'exil de Richard. Elle obtient un franc succès en Lady Macbeth dans l'opéra peu connu Macbeth de Wilhelm Taubert. En 1859, elle interprète Ortrud dans la création berlinoise de Lohengrin avec Luise Harriers-Wippern en Elsa. Pour ces productions Botho von Hülsen est le directeur artistique, Albert Wagner le metteur en scène et Wilhelm Taubert le chef d'orchestre.

### Une nouvelle carrière
En mai 1859, Johanna épouse Alfred Jachmann de Königsberg, un diplomate issu d'une famille prussienne éminente qu'elle avait aidé financièrement lors l'effondrement de leurs intérêts en 1858. Leur première fille naît en mars 1860. Après une tournée très chargée et triomphante en Allemagne en 1860, elle se rend à Varsovie, alors en rébellion. Elle est d'abord sifflée puis doit chanter sous la protection de la police. Elle décide de faire ses adieux de la scène de l'opéra et de continuer sa carrière comme tragédienne. Son contrat est renégocié. Elle étudie le rôle de Iphigénie de Johann Wolfgang von Goethe, sous la direction d'Auguste Crelinger. Elle l'interprète en septembre 1861 au Théâtre Royal de Berlin, pour l'anniversaire de la reine Augusta. Peu de temps après, elle incarne Marie Stuart de Friedrich Schiller, et la comtesse Orsina dans Emilia Galotti de Gotthold Ephraim Lessing.
Elle prend le nom Johanna Jachmann-Wagner pour sa nouvelle carrière. Elle est rapidement comparée à Fanny Janauschek. La puissance dramatique de ses interprétations donne l'espoir d'une renaissance du drame classique allemand. Après avoir chanté au concert de couronnement à Königsberg, elle fait ses adieux à l'opéra dans Orfeo en décembre 1861, mais on la revoit lors de la représentation du centenaire en octobre 1862. Elle continue toutefois à chanter dans diverses villes allemandes dans les années 1860, notamment en concert et en récital de lieder. Elle se rend à Wurtzbourg en 1866. De 1861 à 1869 elle vit une partie de l'année à Berlin et l'autre à Trutenau. En 1868 et 1869, elle donne les premières représentations de deux drames, Phèdre et Catharina Voisin de « Georg Conrad », nom de plume du Prince George de Prusse. Elle joue Iphigénie de Goethe et Antigone de Sophocle. Elle doit arrêter sa carrière après la paralysie d'un côté de son visage (1869). En 1872, sous l'éloge de Theodor Fontane, elle reçoit une médaille d'or de l'empereur.

### Bayreuth et après
En mai 1872 Johanna tient une promesse faite à son oncle Richard Wagner. Elle chante la partie d'alto dans la  9e symphonie de Beethoven lors de la pose de la première pierre du Festspielhaus de Bayreuth. Elle participe également à la première édition du Festival de Bayreuth en 1876, dans les rôles de Schwertleite dans Die Walküre et de la première Norne dans Götterdämmerung dans la première production complète de Der Ring des Nibelungen. 
Alfred Jachmann perd à nouveau sa fortune après la guerre franco-prussienne. A Wurtzbourg, Johanna continue son travail en tant que professeur de chant, et conserve l'amitié des rois et des princes. Sa dernière apparition en public est à Wurtzbourg dans des scènes d'Orfeo en 1882. Elle déménage ensuite à Munich, où, en collaboration étroite avec le Théâtre Royal de Cour, elle accepte le poste de professeur de chant au Conservatoire royal de musique et le titre de professeur. Louis II de Bavière lui accorde une place permanente à l'opéra de Munich et l'invite à une représentation privée de Parsifal dans son propre théâtre. Elle a beaucoup d'élèves, mais, finalement insatisfaite de Munich, elle retourne à Berlin en 1888 et continue à enseigner et organiser des concerts publics pour ses élèves. Elle meurt à Wurtzbourg de maladie cardiaque trois jours après son 66e anniversaire.
La voix de Johanna Jachmann-Wagner était puissante, claire et large dans le registre aigu, ronde et pleine dans le grave. Elle avait une énorme présence scénique de même qu'un considérable talent dramatique.